# 큰엉겅퀴
큰엉겅퀴는 국화과에 속하는 여러해살이풀이다. 일본, 만주, 동시베리아에 분포한다. 한반도에서는 중부 이북의 들이나 야산, 강가와 같이 주로 낮은 지대에서 자란다.

## 생태
높이 1-2미터, 때로는 그 이상이고 원줄기는 곧게 서고 윗부분에서 가지가 갈라지며 거미줄 같은 털이 있다. 줄기잎은 길이 40-50센티미터, 너비 20센티미터로 깊게 갈라지며 찢어진 조각은 끝이 뾰족하며 양면에 털이 있다. 뿌리에서 나는 잎은 꽃이 필 때 없어진다. 줄기 윗부분에 대롱꽃만으로 된 머리 모양의 보라색 꽃이 고개를 숙인 채 8~9월에 핀다. 관모는 길이 20밀리미터 정도로 흑갈색이다. 열매는 타원형의 수과로 4개의 능선이 있다.

## 사진

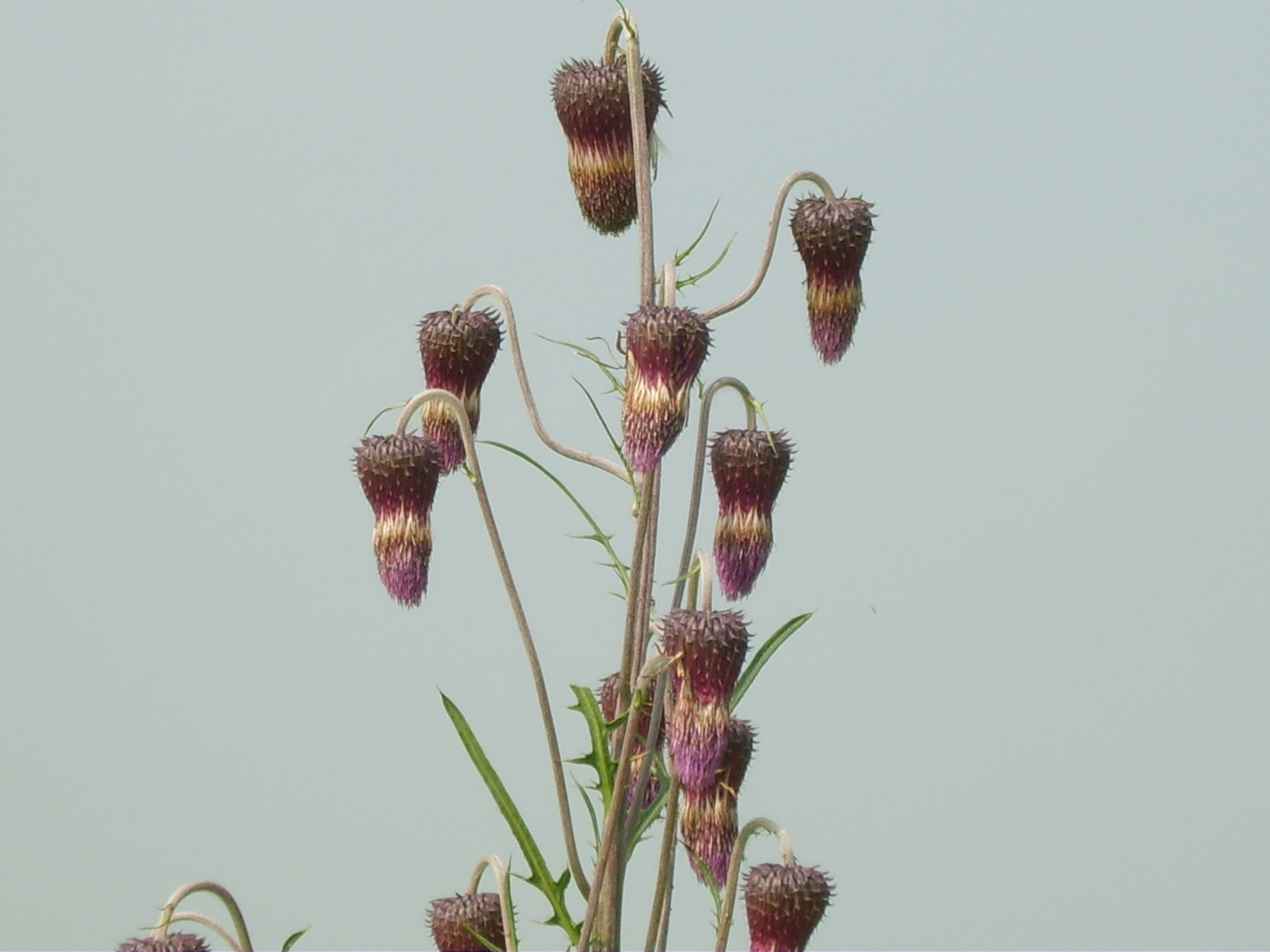
꽃
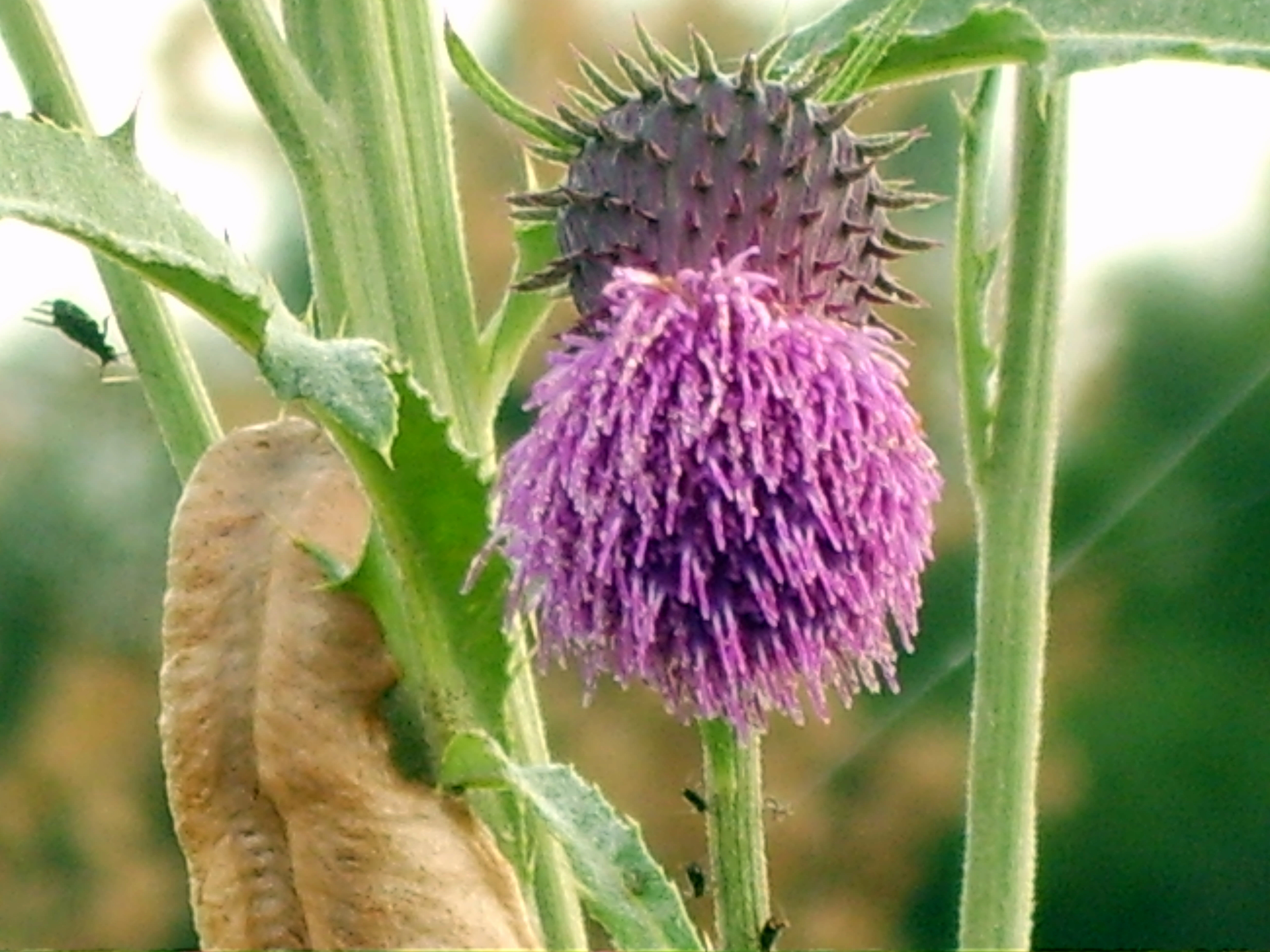
꽃

## 참고 문헌
- 고경식; 김윤식 (1988). 《원색한국식물도감》. 아카데미서적.
- 《오감으로 찾는 우리 풀꽃》. 도서출판 이비컴. 2007. ISBN 978-89-89484-57-8. 다음 글자 무시됨: ‘ 이동혁 ’ (도움말)
- 풀베개